# Beto Santana
José Roberto Coelho Santana, mais conhecido como Beto ou Beto Santana (Fortaleza, 9 de agosto de 1952 — Fortaleza, 21 de setembro de 2004 foi um futebolista de salão brasileiro que atuava como goleiro.
Beto Santana defendeu a equipe do Sumov Atlético Clube e depois foi para o Internacional de Porto Alegre. No seu retorno ao Ceará, defendeu o Arsul, conquistando o título estadual.
Beto atuou durante quatorze anos defendendo a Seleção Brasileira, conquistando o heptacampeonato sul-americano e o bicampeonato mundial de seleções. Foi o atleta brasileiro com mais títulos internacionais vestindo a camisa da seleção brasileira, onde foi titular.
Pelo Sumov conquistou dois campeonatos pan-americanos de clubes.
Quando encerrou sua carreira, continuou seu trabalho no futsal como supervisor da equipe do Banfort Futsal.
Morreu por complicações causadas por um tumor cerebral. 

## Títulos
Seleção Brasileira
- Campeonato Sul-Americano - 1971, 1973, 1975, 1976, 1977, 1979, 1983
- Campeonato Mundial - 1982, 1985

Sumov
- Campeonato Pan-Americano de Futebol de Salão - 1976 e 1980.